# Bernd Riexinger
Bernd Riexinger, né le 30 octobre 1955 à Leonberg (Bade-Wurtemberg) en Allemagne de l'Ouest, est un homme politique allemand, coprésident du parti Die Linke de 2012 à 2021.

## Biographie
Bernd Riexinger a longtemps été le chef de file de Die Linke dans le Land du Bade-Wurtemberg. Avant la création du parti, il militait au sein de l'Alternative électorale travail et justice sociale (WASG).
De 1980 à 1990, il fait partie du comité d'entreprise de Leonberger Bausparkasse, une société de construction basée à Leonberger. À partir de 1991, il devient secrétaire du syndicat de l'entreprise. Riexinger participe au Forum social mondial en Allemagne.
En 2003, il a été l'un des initiateurs de manifestations contre l'Agenda 2010, promu par le gouvernement social-démocrate en poste à l'époque.
Le 30 mai 2012, il annonce sa candidature à la présidence fédérale de Die Linke. Principal représentant de la partie occidentale et de l'aile gauche du parti, il est élu coprésident le 2 juin 2012, avec 53,5 % des voix, contre le modéré Dietmar Bartsch, figure de l'ancien Parti du socialisme démocratique d'Allemagne de l'est. Il forme un tandem paritaire avec Katja Kipping jusqu'en 2021.
Il a été élu membre du parlement national lors des élections fédérales en 2017.